# Olaibar
Olaibar (oficialment Oláibar) és un municipi de Navarra, a la comarca d'Ultzamaldea, dins la merindad de Pamplona. Està format pels concejos de:
| Entitat de Població | Pob. (2006) |
| ------------------- | ----------- |
| Enderiz             | 66          |
| Olaiz               | 27          |
| Olave               | 26          |
| Osakain             | 55          |

## Topònim
Olaibar significa en basc vall de la ferreria o de la cabanya, d'ona (ferreria, cabanya) + ibar (vall). Pot ser que el seu significat etimològic sigui aquest, completament transparent, o bé que pogués haver sorgit de manera indirecta a través del nom del seu capital, Olave. Olaibar figurava en l'edat mitjana sota la denominació de Vall d'Olave, sent-ne Olave la tradicional capital, però amb el pas dels anys la vall va acabar sent conegut com a Olaibar. El nom del seu capital, Olave prové de ona be(he) que significa sota la ferreria. No obstant això no hi ha restes de la ferreria que li va poder donar nom.
Ona és una paraula basca que significa ferreria en sentit restringit, però cabanya o majada en un sentit més ampli, pel que en el cas del poble va poder tenir el seu origen en aquest segon significat. A pesar que figurarase en els registres escrits com vall d'Olave, atès que la vall es troba en la zona bascòfona de Navarra, no és gens forassenyat pensar que el seu nom més comú fos en basc, Olave ibar (vall d'Olave), que va poder originar l'actual nom de la vall de la següent manera:Olave ibar→Olavibar→Olaibar

## Demografia
| Evolució demogràfica                               | Evolució demogràfica | Evolució demogràfica | Evolució demogràfica | Evolució demogràfica | Evolució demogràfica | Evolució demogràfica | Evolució demogràfica | Evolució demogràfica | Evolució demogràfica | Evolució demogràfica |
| 1996                                               | 1998                 | 1999                 | 2000                 | 2001                 | 2002                 | 2003                 | 2004                 | 2005                 | 2006                 | 2007                 |
| -------------------------------------------------- | -------------------- | -------------------- | -------------------- | -------------------- | -------------------- | -------------------- | -------------------- | -------------------- | -------------------- | -------------------- |
| 169                                                | 170                  | 169                  | 170                  | 167                  | 162                  | 178                  | 185                  | 198                  | 203                  | 199                  |
| Fonts: Olaibar i Institut d'Estadística de Navarra |                      |                      |                      |                      |                      |                      |                      |                      |                      |                      |